# Imposto Automóvel
O Imposto Automóvel, também designado pela abreviatura IA, é um imposto interno que existiu em Portugal incidindo sobre veículos automóveis, admitidos ou importados, no estado de novos ou usados, incluindo os montados ou fabricados em Portugal, que se destinem a ser matriculados. Posteriormente, o imposto foi extinto, tendo sido substituído pelo Imposto sobre Veículos (ISV). [carece de fontes?]

## Criação
O imposto automóvel foi criado pelo Decreto-Lei n.º 405/87. Este imposto foi criado em substituição do IVVA que condicionava a importação de automóveis. O Imposto Automóvel previa a livre a importação de viaturas ao mesmo tempo que fazia incidir um valor tributário escalonado á cilidrada do veículo. O Diploma emanou do ministério da finanças, na altura tutelado por Miguel Cadilhe sendo o chefe de governo Cavaco Silva. O diploma foi posteriormente promulgado pelo presidente da républica Mário Soares.

## Âmbito de aplicação
Este imposto aplica-se quer a veículos novos quer a veículos usados provenientes de qualquer outro país e destinados a residentes em Portugal.

## Estrutura
O imposto é de natureza específica e variável com o escalão de cilindrada do veículo a considerar, havendo tabelas distintas consoante o tipo de veículos.
As cilindradas acima de 1250 cm³ são penalizadas com valores de imposto mais significativos.
Os veículos não convencionais são sujeitos a um cálculo de cilindrada corrigida (dupla da cilindrada nominal no caso de motores Wankel e resultante do produto da potência em kW por 26,667 para o caso de veículos eléctricos).

### Veículos ligeiros

#### Componente cilindrada
Tabela para veículos ligeiros de passageiros e ligeiros mistos em vigor em 2007:
| Escalão de cilindrada | Taxas por centímetro cúbico | Parcela a abater |
| --------------------- | --------------------------- | ---------------- |
| Até 1250 cm³          | 3,54                        | 2.285,92         |
| Acima de 1250 cm³     | 8,38                        | 8.333,32         |

Exemplo de cálculo:
veículo com 1250 cm³ de cilindrada IA=(1250x3,54)-2.285,92=1.254,08
veículo com 2000 cm³ de cilindrada IA=(2000x8,38)-8.333,32=8.426,68

#### Componente ambiental
Em 2007 foi introduzida uma componente ambiental no cálculo do imposto deste tipo de veículos. Assim, o CO2 libertado em gramas por quilómetro, influencia o cálculo do imposto total segundo a seguinte tabela:
| Escalão de CO2         | Taxas por grama/quilómetro | Parcela a abater |
| ---------------------- | -------------------------- | ---------------- |
| Até 120 g/km           | 0,41                       | 0,00             |
| De 121 g/km a 180 g/km | 5,62                       | 624,85           |
| De 181 g/km a 210 g/km | 21,49                      | 3.482,63         |
| Mais de 210 g/km       | 29,31                      | 5.125,01         |

| Escalão de CO2         | Taxas por grama/quilómetro | Parcela a abater |
| ---------------------- | -------------------------- | ---------------- |
| Até 100 g/km           | 1,02                       | 0,00             |
| De 101 g/km a 150 g/km | 10,31                      | 918,90           |
| De 151 g/km a 180 g/km | 29,31                      | 3.784,34         |
| Mais de 180 g/km       | 34,20                      | 4.664,64         |

Exemplo:
veículo a gasolina que emite 110 g/km : 120 x  0,41 =    49,2
veículo a gasóleo que emita 100 g/km  : 100 x  1,02 =   102,0
veículo a gasóleo que emita 200 g/km  : 200 x 34,20 = 2.175,36

### Veículos usados
Os veículos usados ao serem matriculados em Portugal têm igualmente que pagar o imposto automóvel, beneficiando os veículos com mais de um ano de uso e oriundos da União Europeia, de uma redução no valor do imposto entre 20 e 80 por cento, em função da idade dos mesmos. Para veículos provenientes de qualquer outro país, a redução é de 10 por cento a partir de 2 anos de uso.

### Polémica
Grande polémica existe sobre o imposto automóvel. Verifica-se o facto de o estado fazer incidir o IVA sobre o Imposto Automóvel e assim o consumidor ter que pagar uma percentagem de imposto (IVA) sobre outro imposto (IA). Esta pratica já foi denunciada pela comissão europeia e por vários consumidores. Em 2011 o Tribunal de Justiça da UE (TJUE) deu razão ao Estado português, permitindo a cobrança de IVA sobre o Imposto sobre Veículos (ISV). Assim as pretensões por parte do sector automóvel ficam assim por satisfazer e os contribuintes vão ter mesmo de continuar a pagar o IVA sobre o ISV quando comprarem carro.
Outro aspecto relevante é o facto de este imposto não existir na maior parte dos países da Europa como por exemplo na Espanha, na Alemanha ou na Suécia.
Dado que o preço dos automóveis antes de impostos ser aproximadamente o mesmo por toda a Europa, a diferença entre os preços após impostos dos veículos chegam a ser de mais de 50%  no nosso pais, onde se pratica o Imposto Automóvel incidindo sobre este ainda o IVA.
No caso espanhol ou suéco, apenas o IVA incide sobre o valor do veículo.
Por exemplo, em Janeiro de 2008, 1 Volvo V50 D5 custava em Portugal €49.100,00  enquanto que em Espanha custava €34.275,00 e na Suécia €28.545,00